# Зугдіді
Зугдіді (груз. і мегр. ზუგდიდი) — місто в Грузії, адміністративний центр регіону Самегрело-Земо Сванеті. Статус міста отримало 1918 року.
Розташоване за 30 кілометрів від Чорного моря, на Чорноморському шосе і дорозі, яка веде у Сванеті (Местія). Через Зугдіді проходить залізнична магістраль Сухумі — Самтредіа.

## Населення
Станом на 2002 рік у місті проживало 69 тисяч людей. У 1970 році тут мешкало 40 тисяч осіб.
Станом на 2014 рік у місті проживало 42 998 мешканців.

## Промисловість
У місті є Інгурський целюлозно-паперовий комбінат, виноробний, маслобійний, консервний заводи, чайні, шовкоткацька і меблева фабрики.

## Пам'ятки

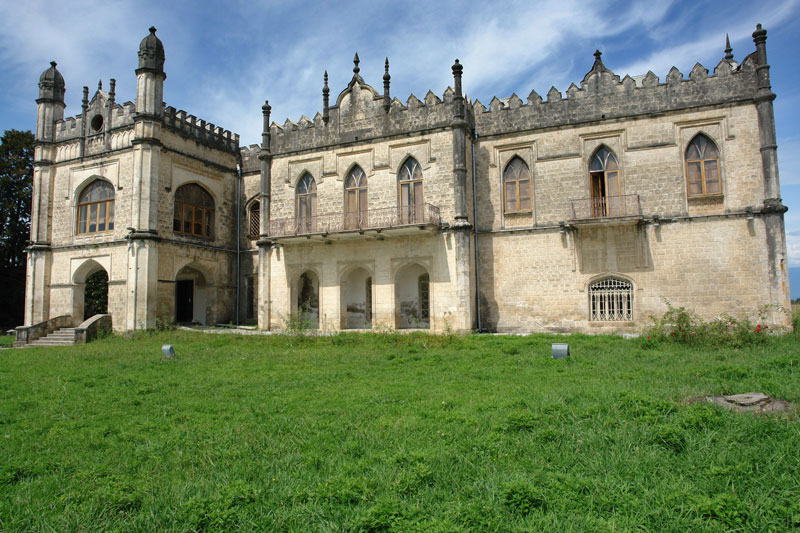
Палац-музей князів Дадіані

- Зугдідська церква Влахернської Божої Матері
- Палац Дадіані — родовий палац мегрельських князів Дадіані. Відомий своїм садом, для створення якого правителька Мегрелії княжна Дадіані в середині XIX ст. запросила іменитих європейських садоводів та замовила з Європи рідкі сорти рослин. Сьогодні сад Дадіані — це Зугдинський ботанічний сад.